# Stefanie Sieger
Stefanie Siegler, née le 9 mars 1988 à Berchtesgaden, est une lugeuse allemande ayant pris part à des compétitions dans les années 2000 et 2010. Grand espoir de la luge féminine, elle remporte chez les juniors le titre de championne du monde par équipes en 2006 et deux médailles d'argent en individuel en 2006 et 2007. Elle fait ses débuts en Coupe du monde lors de la saison 2009 et monte sur son premier podium le 2 janvier 2010 à Königssee, sa piste d'entraînement.

## Palmarès
| Compétitions / Année    | Compétitions / Année | 2009 |
| ----------------------- | -------------------- | ---- |
| Jeux olympiques d'hiver |                      |      |
| Championnats du monde   |                      |      |
| Coupe du monde          | Coupe du monde       | 12e  |